# جوليا فاريلا
جوليا فاريلا (بالإسبانية: Julia Varela Ruano)‏ هي صحفية إسبانية، ولدت في 30 يونيو 1981 في بونتيفيدرا في إسبانيا.

## وصلات خارجية
- جوليا فاريلا على موقع IMDb (الإنجليزية)